# Olympische Geschichte Myanmars
| Gelbes Symbol für Goldmedaillen mit stilisierten Olympischen Ringen | Graues Symbol für Silbermedaillen mit stilisierten Olympischen Ringen | Braundes Symbol für Bronzemedaillen mit stilisierten Olympischen Ringen |
| ------------------------------------------------------------------- | --------------------------------------------------------------------- | ----------------------------------------------------------------------- |
| —                                                                   | —                                                                     | —                                                                       |

Myanmar, dessen NOK, das Myanmar Olympic Committee, 1947 gegründet und im selben Jahr vom IOC anerkannt wurde, nimmt seit 1948 an Olympischen Sommerspielen teil. 1976 verzichtete man auf eine Teilnahme an den Spielen von Montreal. An Winterspielen nahmen Sportler aus Myanmar bislang nie teil. Jugendliche Athleten nahmen an beiden bislang ausgetragenen Jugend-Sommerspielen teil. 

## Übersicht
Myanmar trat von 1948 bis 1988 unter der Staatsbezeichnung Burma (dt. Birma) an. Hierzu wurde die Flagge von Burma genutzt, die 1974 modifiziert wurde. Die modifizierte Flagge wurde auch unter dem neuen Staatsnamen Myanmar bis 2010 genutzt. Seitdem ist die aktuelle Flagge in Gebrauch.

Die bis 1974 gültige Flagge Burmas
Die Flagge, die von 1974 bis 2010 gültig war

### Sommerspiele
Die erste Olympiamannschaft des Landes bestand aus Leichtathleten, Boxern und Gewichthebern. Der erste Olympionike war am 30. Juli 1948 der Sprinter Maung Sein Pe. Die ersten Frauen bei Olympischen Spielen waren am 23. September 1988 die Marathonläuferin Mar Mar Min und die 3000-Meter-Läuferin Khin Khin Htwe.
Bei folgenden Olympischen Spielen traten Athleten des Landes in den Sportarten Segeln (ab 1956), Schwimmen (ab 1960), Schießen (ab 1964), Fußball (ab 1972), Judo (ab 1992), Bogenschießen (ab 2000) sowie im Kanusport und Rudern (ab 2008) an.
Ein erster Erfolg konnte 1972 im Gewichtheben gefeiert werden, als Gyi Aung Maung im Fliegengewicht Platz 5 erreichte. Der erstmals qualifizierten Fußballmannschaft gelang ein 2:0-Sieg über den Sudan. Trotzdem schied die Mannschaft in der Vorrunde aus. 2000 in Sydney wurde die Gewichtheberin Win Kay Thi Vierte im Fliegengewicht. Ihre Teamkameradin Win Swe Swe erreichte Platz 5 im Federgewicht, Khin Moe Nwe wurde Sechste im Leichtgewicht.

### Jugendspiele
Bei den ersten Jugend-Sommerspielen 2010 in Singapur traten vier Jugendliche, zwei Jungen und zwei Mädchen, in den Sportarten Leichtathletik, Taekwondo und Gewichtheben an. 2014 in Nanjing nahmen vier Jugendliche, wieder zwei Jungen und zwei Mädchen, in der Leichtathletik, im Bogenschießen, Segeln und Gewichtheben teil. 

## Übersicht der Teilnehmer

### Sommerspiele
| Jahr      | Athleten           | Athleten           | Athleten           | Fahnenträger       | Sportarten         | Sportarten         | Sportarten         | Sportarten         | Sportarten         | Sportarten         | Sportarten         | Sportarten         | Sportarten         | Sportarten         | Sportarten         | Medaillen          | Medaillen          | Medaillen          | Medaillen          | Medaillen          |
| Jahr      | Gesamt             | m                  | w                  | Fahnenträger       | Leichtathletik     | Boxen              | Gewichtheben       | Segeln             | Schwimmen          | Schießen           | Fußball            | Judo               | Bogenschießen      | Kanusport          | Rudern             |                    |                    |                    | Gesamt             | Rang               |
| --------- | ------------------ | ------------------ | ------------------ | ------------------ | ------------------ | ------------------ | ------------------ | ------------------ | ------------------ | ------------------ | ------------------ | ------------------ | ------------------ | ------------------ | ------------------ | ------------------ | ------------------ | ------------------ | ------------------ | ------------------ |
| 1896–1936 | nicht teilgenommen | nicht teilgenommen | nicht teilgenommen | nicht teilgenommen | nicht teilgenommen | nicht teilgenommen | nicht teilgenommen | nicht teilgenommen | nicht teilgenommen | nicht teilgenommen | nicht teilgenommen | nicht teilgenommen | nicht teilgenommen | nicht teilgenommen | nicht teilgenommen | nicht teilgenommen | nicht teilgenommen | nicht teilgenommen | nicht teilgenommen | nicht teilgenommen |
| 1948      | 4                  | 4                  | 0                  |                    | 1                  | 2                  | 1                  |                    |                    |                    |                    |                    |                    |                    |                    |                    |                    |                    |                    |                    |
| 1952      | 5                  | 5                  | 0                  |                    |                    | 3                  | 2                  |                    |                    |                    |                    |                    |                    |                    |                    |                    |                    |                    |                    |                    |
| 1956      | 11                 | 11                 | 0                  |                    | 2                  | 4                  | 3                  | 3                  |                    |                    |                    |                    |                    |                    |                    |                    |                    |                    |                    |                    |
| 1960      | 10                 | 10                 | 0                  |                    | 1                  | 3                  | 2                  | 3                  | 1                  |                    |                    |                    |                    |                    |                    |                    |                    |                    |                    |                    |
| 1964      | 11                 | 11                 | 0                  |                    | 2                  | 3                  | 3                  |                    | 1                  | 2                  |                    |                    |                    |                    |                    |                    |                    |                    |                    |                    |
| 1968      | 4                  | 4                  | 0                  |                    | 2                  | 2                  |                    |                    |                    |                    |                    |                    |                    |                    |                    |                    |                    |                    |                    |                    |
| 1972      | 18                 | 18                 | 0                  | Win Maung          | 2                  | 2                  | 1                  |                    |                    |                    | 13                 |                    |                    |                    |                    |                    |                    |                    |                    |                    |
| 1976      | nicht teilgenommen | nicht teilgenommen | nicht teilgenommen | nicht teilgenommen | nicht teilgenommen | nicht teilgenommen | nicht teilgenommen | nicht teilgenommen | nicht teilgenommen | nicht teilgenommen | nicht teilgenommen | nicht teilgenommen | nicht teilgenommen | nicht teilgenommen | nicht teilgenommen | nicht teilgenommen | nicht teilgenommen | nicht teilgenommen | nicht teilgenommen | nicht teilgenommen |
| 1980      | 2                  | 2                  | 0                  |                    | 1                  |                    | 1                  |                    |                    |                    |                    |                    |                    |                    |                    |                    |                    |                    |                    |                    |
| 1984      | 1                  | 1                  | 0                  | Zaw Latt           |                    | 1                  |                    |                    |                    |                    |                    |                    |                    |                    |                    |                    |                    |                    |                    |                    |
| 1988      | 2                  | 0                  | 2                  | Zaw Latt           | 2                  |                    |                    |                    |                    |                    |                    |                    |                    |                    |                    |                    |                    |                    |                    |                    |
| 1992      | 4                  | 1                  | 3                  |                    | 3                  |                    |                    |                    |                    |                    |                    | 1                  |                    |                    |                    |                    |                    |                    |                    |                    |
| 1996      | 3                  | 2                  | 1                  | Soe Myint          | 2                  |                    |                    |                    |                    | 1                  |                    |                    |                    |                    |                    |                    |                    |                    |                    |                    |
| 2000      | 7                  | 1                  | 6                  | Maung Maung Nge    | 2                  |                    | 3                  |                    | 1                  |                    |                    |                    | 1                  |                    |                    |                    |                    |                    |                    |                    |
| 2004      | 2                  | 0                  | 2                  | U Hla Win          |                    |                    | 1                  |                    |                    |                    |                    |                    | 1                  |                    |                    |                    |                    |                    |                    |                    |
| 2008      | 6                  | 4                  | 2                  | Phone Myint Tayzar | 2                  |                    |                    |                    | 1                  |                    |                    |                    | 1                  | 1                  | 1                  |                    |                    |                    |                    |                    |
| 2012      | 6                  | 3                  | 3                  | Zaw Win Thet       | 2                  |                    |                    |                    |                    | 1                  |                    | 1                  | 1                  |                    | 1                  |                    |                    |                    |                    |                    |
| 2016      | 7                  | 4                  | 3                  | Yan Naing Soe      | 2                  |                    |                    |                    |                    | 2                  |                    | 1                  | 1                  |                    | 2                  |                    |                    |                    |                    |                    |
| Gesamt    | Gesamt             | Gesamt             | Gesamt             | Gesamt             | Gesamt             | Gesamt             | Gesamt             | Gesamt             | Gesamt             | Gesamt             | Gesamt             | Gesamt             | Gesamt             | Gesamt             | Gesamt             | 0                  | 0                  | 0                  | 0                  | -                  |

### Winterspiele
| Jahr      | Athleten           | Athleten           | Athleten           | Fahnenträger       | Sportarten         | Medaillen          | Medaillen          | Medaillen          | Medaillen          | Medaillen          |
| Jahr      | Gesamt             | m                  | w                  | Fahnenträger       | Sportarten         |                    |                    |                    | Gesamt             | Rang               |
| --------- | ------------------ | ------------------ | ------------------ | ------------------ | ------------------ | ------------------ | ------------------ | ------------------ | ------------------ | ------------------ |
| 1924–2018 | nicht teilgenommen | nicht teilgenommen | nicht teilgenommen | nicht teilgenommen | nicht teilgenommen | nicht teilgenommen | nicht teilgenommen | nicht teilgenommen | nicht teilgenommen | nicht teilgenommen |
| Gesamt    | Gesamt             | Gesamt             | Gesamt             | Gesamt             | Gesamt             | 0                  | 0                  | 0                  | 0                  | -                  |

## Liste der Medaillengewinner

### Goldmedaillen
Bislang (Stand 2018) keine Goldmedaillen

### Silbermedaillen
Bislang (Stand 2018) keine Silbermedaillen

### Bronzemedaillen
Bislang (Stand 2018) keine Bronzemedaillen